# Хокей у Словаччині
Хокей у Словаччині — найпопулярніший ігровий вид спорту в країні, хоча сам хокей, як спорт, у країні сягає своїм корінням лише початків 20 століття. Словацька федерація хокею управляє й координує хокейним господарством у Словаччині, займається національними командами з хокею (м'ячем та шайбою), та організовує чемпіонати у Словаччині з хокею з шайбою і патронує інші змагання з хокею в країні. На світовому хокейному рівні словацький хокей, незважаючи на коротку історію, крок за кроком починав добиватися локальних успіхів і, як результат, стало входження національної команди з хокею із шайбою, до чільної світової шістки та її успішні виступи на світових форумах. Незважаючи на клубні невдачі команд Словаччини, більшість хокеїстів країни доволі успішно виступають в визначних світових хокейних лігах — НХЛ, АХЛ, КХЛ.

## Передісторія
Хокей у Словаччині почали грати на початку 20 століття. Зазвичай, це був суміш різних стилів хокею, який поєднував у собі сучасні хокей на траві, хокей з м'ячем (так званий «російський хокей») та канадійський хокей. На терени Словаччини сам хокей як забаву було привнесено з Праги, адже там ще в 1897 році вже впровадили таку забавку, навіть існував уже клуб «Спарта Прага». Оскільки в ті роки сама Словаччина перебувала під владою дуалістичної Австро-Угорської імперії, і особливо, гнітом мадярського уряду та чиновництва, то за популяризацію цього спорту взялися національні товариства словаків та українців-русинів (тоді то було загальною тенденцією в Європі — опіка національно-культурними товариствами над аматорським спортом). Таким чином, в змаганнях з угорськими та чеськими колективами почав зростати хокей Словаччини. А суттєвим поштовхом стала успішна гра Чеської команди в першому Чемпіонаті Європи в 1910 році — її бронзові медалі були визначальним явищем для національних культурно-спортивних товариств Чехії та Словаччини. По Татрах прокотилася «хокейна хвиля», що заохотила до цього спорту численних прихильників, котрі називали себе «хокейні банди». А в часи Першої світової війни пройшло розмежування на канадський хокей й банді хокей.

## Федерація хокею Словаччини
Словацька федерація хокею (Slovenský zväz Ľadového hokeja (SZĽH)) створена 2 лютого 1993 року, офіс федерації знаходиться в Братиславі. Хоча сама асоціація Словацького хокею була створена ще на зорі словацького хокею. Це була «Slovenská župa Československého svazu kanadského hockeye», котра була створена 29 грудня 1929 року і входила до Чехословацької федерації канадійського хокею (Československého svazu kanadského hockeye). Вона за всі часи опікувалася всім хокеєм Словаччини в Чехословацькій республіці, та короткому періоді І-ї Словацької республіки.
Наразі, після цивілізованого розмежування з Чехією й здобуття незалежності в 1989 році довелося по-новому створити Словацьку федерацію хокею, яка зразу ж ввійшла до Міжнародної Асоціації хокею, і з 1990 року опікується всім хокеєм в країні. В Федерацію входить 71 хокейних команд, в яких зареєстровано 10 167 хокеїстів (1825 дорослих і 8062 юнаків). Наявні 1655 тренерів (192 з ліцензією «А», 462 послуговуються ліцензією «В» і 1011 з «C»-ліцензією) та 404 суддів. Федерація опікується 45 хокейних шкіл для дітей і 21 середньо-спеціалізованою шкіл з хокейним ухилом та всіма хокейними турнірами в країні (від професійних до аматорських регіональних).
У 2002 році при підтримці меценатів та уряду Федерацією хокею було засновано Словацьку Залу Слави хокею, яка продовжує досліджувати забуті сторінки хокею Словаччини. А в ній відзначають найвідоміших та славетних громадян Словаччини що прославляють рідні терени своєю грою в різних кінцях світу в різних турнірах.

## Хокей із шайбою
Хокей із шайбою є найпопулярнішим видом спорту в Словаччині, й вважається пріоритетним ігровим видом у словацькому суспільстві і отримує значну підтримку на державному й територіальних рівнях, викладається в навчальних закладах. Тому, в хокеї з шайбою Словаччина добилася найбільших своїх спортивних досягнень, як на світовому рівні так і на клубно-хокейному й окремі хокеїсти з Словаччини стали відомими хокеїстами світу.

### Історія хокею з шайбою Словаччини
Опісля розвалу Австрійської імперії на її рештках постала численні країни, й однією з них стала в 1919 році Чехословаччина. З отриманням умовної незалежності словаки, лемки, українці-русини, ще більш, розохотилися в розвої своїх національно-культурних товариств. За ними й поставали численні спортивні команди, а опісля проведення в 1925 році в Високих Татрах чергового чемпіонату Європи з хокею (уже за чистими правилами канадійського хокею) хокей їз шайбою здобував найбільшу популярність й став, на рівні з футболом, найпопулярнішим ігровим видом спорту на теренах Словаччини.

#### Зачатки
Визначальною віхою в словацькому хокеї став 1929 рік, коли в містечку Старий Смоковець на Каналі I, проведено було Кубок Татр (Tatra Cup) — другий найстаріший міжнародний хокейний турнір Європи, опісля Кубка Шпенглера.
Згодом уже перші хокейні клуби Словаччини стали членами чехословацької федерації канадського хокею, ними опікуваллася Словацька асоціація Чехословацької федерації канадського хокею (Slovenská župa Československého svazu). Її членами-засновниками стали, 29 грудня 1929 року, Лижний клуб в Братиславі (Ski klub Bratislava), СК Славія (Банська Бистриця) (ŠK Slávia Banská Bystrica), СК Високі Татри (ŠK Vysoké Tatry), ЧіСК Кошице (ČsŠK Košice) і СК Жиліна (ŠK Žilina). Predsedom sa stal Ing. Головою асоціації став  інженер Вілем Ждімал (Vilém Ždímal) з Братислави. Правда посеред турніру виникли організаційні та управлінські розбіжності, що привело до виходу Братиславського клубу та подальші суперечки, по сім сезон був припинений бехз яких небудь суттєвих результатів. Лише на початку 1932 року відновилися змагання поміж команд східного, західного та центрального районів країни, де були визначені свої переможці, котрі потім між собою розігрували трофей чемпіона Словаччини.
Після 30-х років поволі «ставала на ноги» національна першість Словаччини, а з 1936 року команда переможець словацької ліги мала змогу грати в Чехословацькій лізі (яка лише номінально була такою, оскільки складалася в основному з чеських команд, які на той час були одними з найсильніших в Європі. Першою командою, яка спробувала на собі висококласний хокей, була ХК Татри (HC Tatry), а роком пізніше тут стартувала університетська команда з Братислави. В часи свого становленя, лише незначна кількість хокеїстів Словаччини добивалися успіхів в топ-командах. А найвідомішим тоді був Ладислав Трояк з Кошиць, якому вдалося закріпитися в найсильнішій команді ліги ЛТЦ (Прага) (LTC Praha). А потім разом з одноклубниками добитися 4 місця в Кубку Світу в Лондоні, та представляти Чехословаччину на зимовій Олімпіаді 1936 року.
В часи ІІ-ї Світової війни, хокей Словаччини розвивався, але в більш повільних темпах, тим паче, прийшлося уже збирати самостійну хокейну команду для участі в міжнародних іграх, так як це був період Першої Словацької республіки. У період з 1940 по 1943 роки національна команда провела 10 матчів: 3 перемоги, 2 нічиї і 5 поразок. А от клубний хокей став більше аматорським й бурхливо розвивався в гірських районах з придатними природними умовами (критих ковзанок не існувало, тому послуговувалися в ті часи замерзшими водоймами чи залитими ковзанками на вільних майданчиках), але справжніх і систематичних турнірів та першостей, таки, не було проведено в цей період.

### Національна дружина
Збірна Словаччини з хокею із шайбою — національна команда Словаччини, що представляє країну на міжнародних змаганнях з хокею із шайбою. За свою невелику «незалежну» хокейну історію, чоловіча національна команда країни досягала різних результатів, але неухильно йшла до мети, ввійшовши в чільну шістку хокейних збірних світу, а її гравці здобували нагороди різного ґатунку на світових форумах. Найкращі досягнення команди на чемпіонатах світу були після 2000 року, коли вони завоювали три медалі на чемпіонатах світу, в тому числі золоту медаль в 2002 році (а в 2000 - срібні медалі, в 2003 - бронзові медалі). Хоча жіноча збірна країни з хокею ще на шляху творення, але вже зуміла пробитися на олімпійські фінальні турніри. Юнацькі та дитячі збірні команди Словаччини також досягають вершин світового хокею.

### Клубний хокей
Хокейні клуби Словаччини, в залежності від лігової участі мають різний професійний статус, так команди Екстраліги та 1-ї ліги мають професійний статус, тоді як команди 2-ї ліги та нижчих мають аматорський та дитячо-юнацький статус. Найбільш відомі команди країни: 
| - ХК Слован Братислава (HC Slovan Bratislava) - ХК Зволен (HKm Zvolen) - ХК Дукла Тречин (HK Dukla Trenčín) - ХК Кошиці (HC Košice) - ХК Нітра (HK K-CERO Nitra) - ХК СКР Попрад (HK ŠKP Poprad) - МХК 32 Ліптовський Мікулаш (MHK 32 Liptovský Mikuláš) - ХК 36 Скалиця (HK 36 Skalica) - МХК Мартін (MHC Martin) - МСХК Жиліна (MŠHK Žilina) - ХК 05 Банська Бистриця (HC 05 Banská Bystrica) - ХК Спішска Нова Вес (HK Spišská Nová Ves) |

### Хокейні турніри в Словаччині
В Словаччині проводяться численні хокейні турніри:
- Словацька Екстраліга, ще має назву Словнафт екстраліга (Slovnaft extraliga) — 10 команд проводять 4-ох коловий турнір із послідуючими іграми плей-оф.
- 1-а хокейна ліга Словацької республіки (1 hokejová liga SR) — 16 команд (8 у групі «схід», у групі «захід») проводять 4-ох коловий турнір із послідуючими іграми плей-оф на право підвищення в класі.
- 2-а старша ліга Словацької республіки (2 liga seniorov SR) — 14 команд в 2 або 3 регіональних групах проводять 4-ох коловий турнір із послідуючими іграми плей-оф на право підвищення в класі.
- 1-а Жіноча хокейна ліга Словаччини (1 liga žien) — 8 команд проводять 4-ох коловий турнір із послідуючими іграми плей-оф.
- Словнафт екстраліга (U20 юніорів) — 14 команд
- 1-а хокейна ліга (U20 юніорів) - 12 команд
- Екстраліга (U18 юнаків) — 16 команд
- 1-а хокейна ліга (U18 юніорів) — 20 команд
- Місцеві аматорські шкільні ліги — 120 команд

### Відомі словацькі хокеїсти та тренера
Відомі тренери народжені в Словаччині:
- Юліус Шуплер
- Ян Штербак
- Ян Філц
- Франтішек Госса
- Владислав Горски
- Йозеф Голонка
- Здено Цигер
- Ян Сельвек
- Ярослав Вальтер

Відомі хокеїсти народжені в Словаччині:
| - Даріус Руснак (Dárius RUSNÁK) - Душан Фашко (Dušan FAŠKO) - Душан Пашек (Dušan PAŠEK) - Рудольф Тайцнар (Rudolf TAJCNÁR) - Ігор Ліба (Igor LIBA) - Ярослав Вальтер (Jaroslav WALTER) - Карол Фако (Karol FAKO) - Франтішек Ґреґор (František GREGOR) - Мілан Кужела (Milan KUŽELA) - Вінцент Лукач (Vincent LUKÁČ) - Войтех Околичаний (Vojtech OKOLIČÁNY) - Ян Єндек (Ján JENDEK) | - Ростислав Янчушка (Rastislav JANČUŠKA) - Мирослав Червенка (Miroslav ČERVENKA) - Владімір Дзурілла (Vladimír DZURILLA) - Йозеф Голонка (Jozef GOLONKA) - Ян Старший (Ján STARŠÍ) - Вацлав Недоманський (Václav NEDOMANSKÝ) - Стен Микита (Stan MIKITA) - Ладислав Трояк (Ladislav TROJÁK) - Ґеорґ Ґросс (George GROSS) - Ладислав Горський (Ladislav HORSKÝ) - Міхал Полоні (Michal POLÓNI) - Петер Штястний (Peter ŠŤASTNÝ) |